# Bellemeade
Bellemeade är en ort i Jefferson County, Kentucky, USA. År 2000 hade orten 871 invånare. Den har enligt United States Census Bureau en area på 0,7 km², allt är land.